# Dialium guineense
Espèce
Synonymes
- Dialium guianense Steud.[1]

Dialium guineense, le tamarinier noir ou tamarinier velours, est une espèce de plantes à fleurs  dicotylédones de la famille des Fabaceae (légumineuses). C'est un arbre originaire d'Afrique de l'Ouest et équatoriale.

## Description
Le tamarinier noir est un arbre pouvant atteindre 30 mètres de haut, à la couronne au feuillage dense.
Les feuilles sont velues et les fleurs blanchâtres. 
Les fruits aplatis, presque globuleux et couverts d'un velours noir, sont charnus et ont une pulpe brune orangée acidulée comestible renfermant une ou deux graines.
L'espèce est  notamment cultivée au Sénégal pour ses fruits comestibles. 

## Noms vernaculaires
En français, elle est notamment appelée tamarinier noir, tamarinier velours, dialium de Guinée, ou afambeau.
En wolof, elle est appelée solom, bouparang ou efrun en diola, « Chat noir » en Côte-d’Ivoire, « Môké » en Guinée, « Fruit noir » « Assisouin » au Bénin, « Attitoin » ou « Attitoè » au Togo et « Velvet tamarind » en anglais.

## Répartition
Cette espèce est présente au Bénin, Burkina Faso, Cameroun, République centrafricaine, Tchad, Côte d'Ivoire, Guinée équatoriale, Ghana, Guinée, Guinée-Bissau, Liberia, Mali, Niger, Nigeria, Sao Tomé-et-Principe, Sénégal, Sierra Leone, Soudan, Togo.

## Utilisations

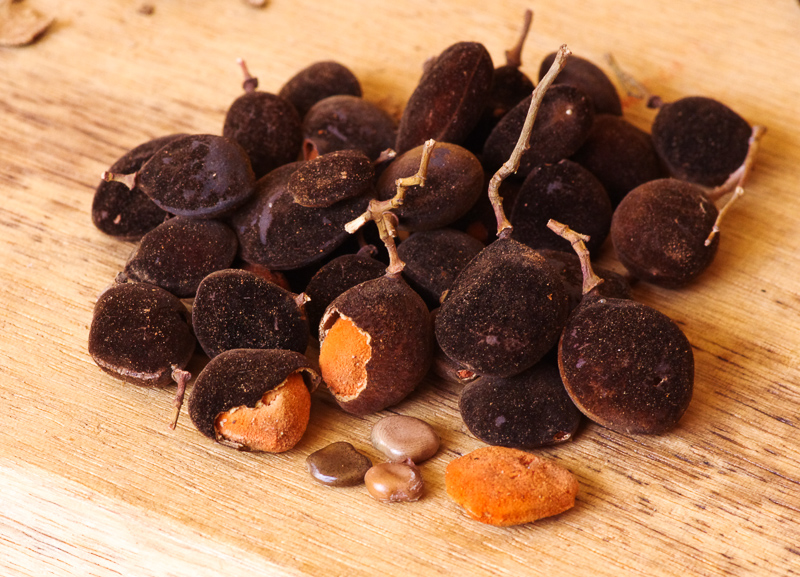
Fruits de tamarinier noir.

Le fruit du ’Solom’ (appelé également Solom) est très riche en glucose, en fructose, en fer, en magnésium, en cuivre et en protéines. On en fait des confitures et des sirops.
On lui attribue des vertus thérapeutiques telles qu'une augmentation de la lactation mais aucune étude n’a été menée pour le démontrer.
Les feuilles réduites en poudre sont consommées comme reminéralisant.
Le miel de Tamarin Noir ou miel de Solom est un miel recherché, crémeux et doux produit en Casamance au Sud du Sénégal.